# Cerocephala rufa
Cerocephala rufa är en stekelart som först beskrevs av Walker 1833.  Cerocephala rufa ingår i släktet Cerocephala och familjen puppglanssteklar. Arten är reproducerande i Sverige. Inga underarter finns listade i Catalogue of Life.